# Warberg (Neunburg vorm Wald)

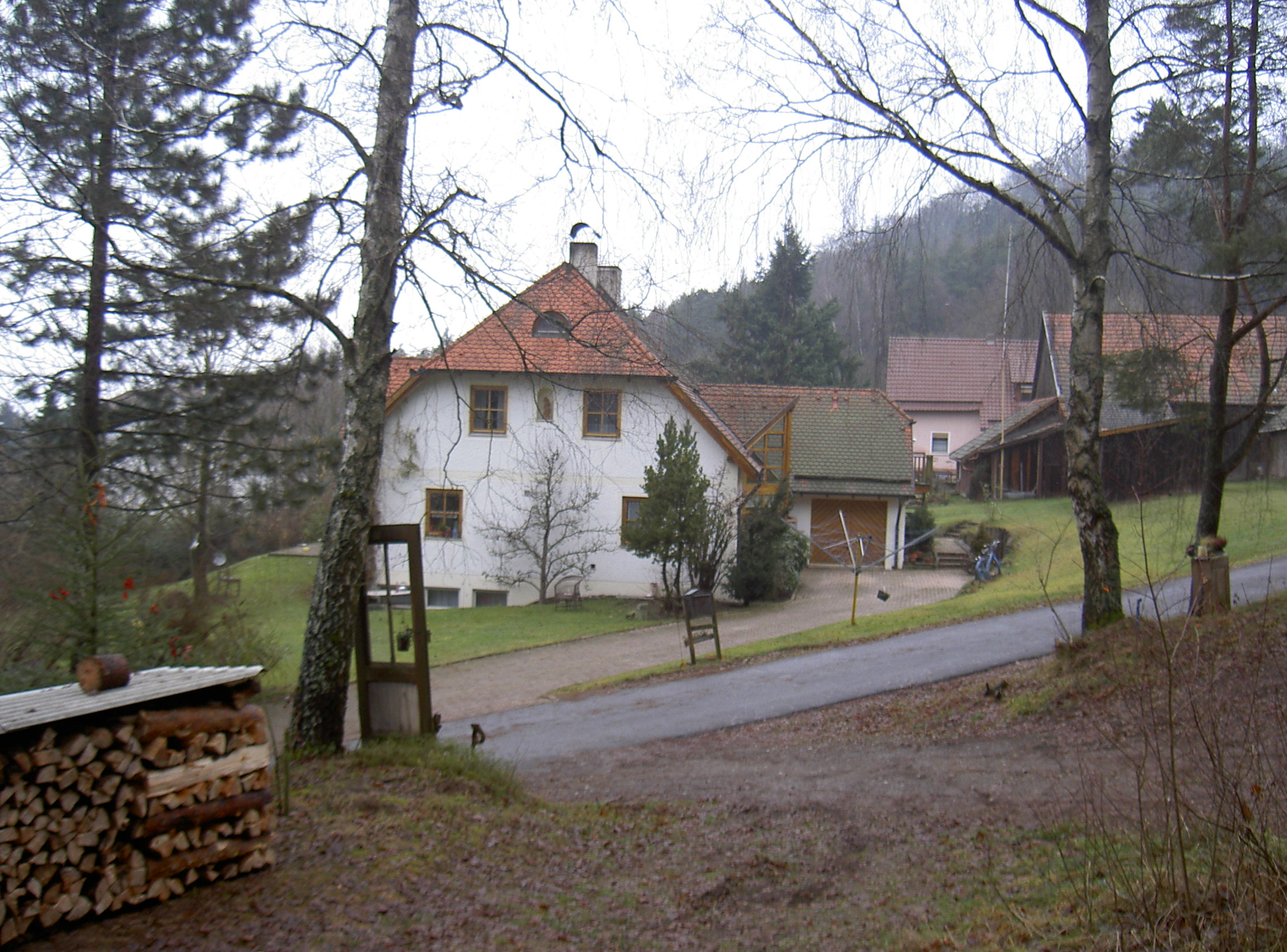
Warberg (2013)

Warberg ist ein Ortsteil der Stadt  Neunburg vorm Wald im Landkreis Schwandorf in Bayern.

## Geographie
Warberg liegt circa vier Kilometer nördlich von Neunburg vorm Wald am Nordwesthang des 572 Meter hohen Warbergs.

## Geschichte
Am 23. März 1913 war Warberg (aufgeführt als: Oberwarberg) Teil der Pfarrei Schwarzhofen, bestand aus vier Häusern und zählte 20 Einwohner.
Am 31. Dezember 1990 hatte Warberg elf Einwohner und gehörte zur Pfarrei Neunburg vorm Wald.

## Kultur und Sehenswürdigkeiten
In der Umgebung von Warberg befinden sich der Burgstall Warberg und die 1855 erbaute Kapelle Christus auf der Rast.
In Warberg befindet sich ein Landgasthof mit Pension und ein großflächiges Wildgehege.
Siehe auch: Liste der Baudenkmäler in Neunburg vorm Wald, Abschnitt Warberg